# Manuel Donoso
Monseñor Manuel Gerardo Donoso Donoso (* 16 de octubre de 1936, Santiago - ) es el arzobispo emérito de La Serena. hijo de Manuel Donoso Montt y Teresa Donoso Carrasco.
Todos sus estudios los realizó en el Colegio de los Sagrados Corazones en Santiago. Ingresó a la Comunidad de los Padres de los Sagrados Corazones, después de haber cumplido un tiempo de estudios de Derecho.
Fue ordenado sacerdote el 23 de septiembre de 1961, en la Catedral de Valparaíso, por el Obispo - Arzobispo de Valparaíso, Monseñor Emilio Tagle Covarrubias, después de haber emitido en 1958 los votos perpetuos de profesión religiosa.
Obtuvo la Licencia en Teología en la Pontificia Universidad Católica de Chile y se especializó en Teología Moral en el "Institut Catholique" de París, en Francia.
El Papa Juan Pablo II lo eligió Obispo Titular de Elo y Auxiliar de La Serena el 16 de junio de 1996.
El 10 de agosto del mismo año fue su Ordenación Episcopal en la Iglesia Catedral Metropolitana de La Serena.
El 15 de abril de 1997 el propio Santo Padre lo designó como Arzobispo Metropolitano de La Serena y Administrador Apostólico.
El 4 de mayo de 1997, tomó posesión de la Arquidiócesis de La Serena.
Conocido como un Pastor cercano a su gente, se ganó el apodo de Mañungo, su cercanía con la pastoral carcelaria. Le Tocó lidiar con el escándalo de su antecesor hoy ya expulsado de la iglesia Francisco José Cox. Un Arzobispo cercano a la gente. Gobernó la Arquidiócesis por 17 años. Querido por la pastoral juvenil, el día que dejaba su posición de Arzobispo le gritaban oo Mañungo no se va.
El 14 de diciembre de 2013 fue aceptada su renuncia al Arzobispado por límite de edad. Y se le nombró Administrador apostólico hasta la toma de posesión de su sucesor.